# Mazda 323
 (mai 2020).
Si vous disposez d'ouvrages ou d'articles de référence ou si vous connaissez des sites web de qualité traitant du thème abordé ici, merci de compléter l'article en donnant les références utiles à sa vérifiabilité et en les liant à la section « Notes et références ».
La Mazda 323, est un modèle de berline compacte du constructeur automobile japonais Mazda. Elle a été remplacée par la Mazda 3 (Mazda Axela au Japon) en 2003. La Mazda 323 s'appelait Familia au Japon. 323 était son appellation pour l'exportation.

## Trois générations de Familia avant la 323
La Familia a connu trois générations avant que la compacte de Mazda n'adopte à l'exportation l'appellation 323.

### Première génération

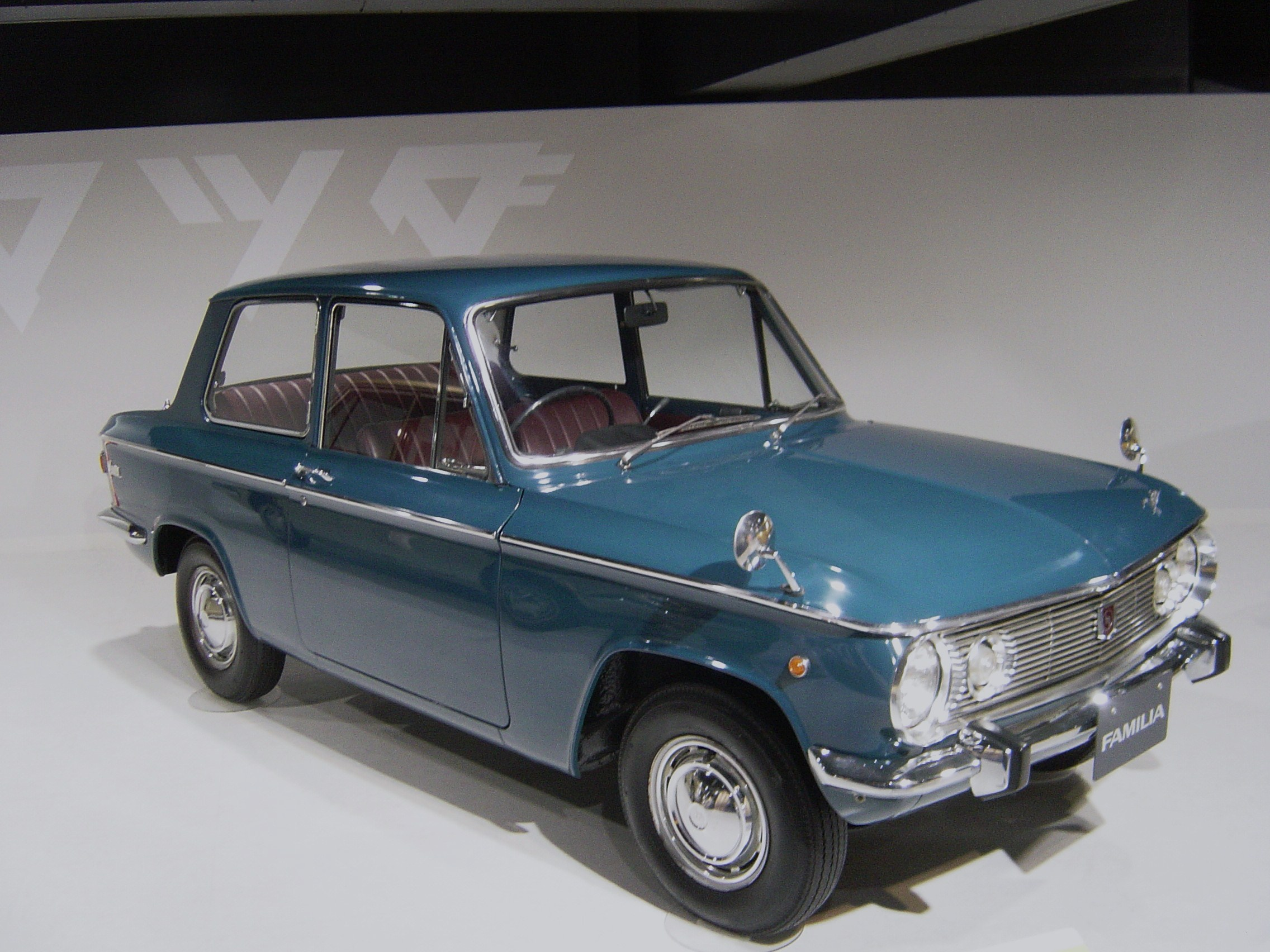
1963 : première génération de Mazda Familia.

La première Familia, sortie des usines Mazda en 1963, mesure 3,70 m de long sur un empattement de 2,19 m. Elle se décline en berline deux ou quatre portes, mais aussi break trois portes (c'est d'ailleurs lui qui est lancé en premier) et pick-up. Le moteur est un quatre cylindres de 782 cm3 de 42 ch SAE permettant une vitesse de pointe de 115 km/h. Elle se déclinera ensuite en version S de 52 ch (125 km/h) puis 985 cm3 de 68 ch (145 km/h).

### Familia Presto

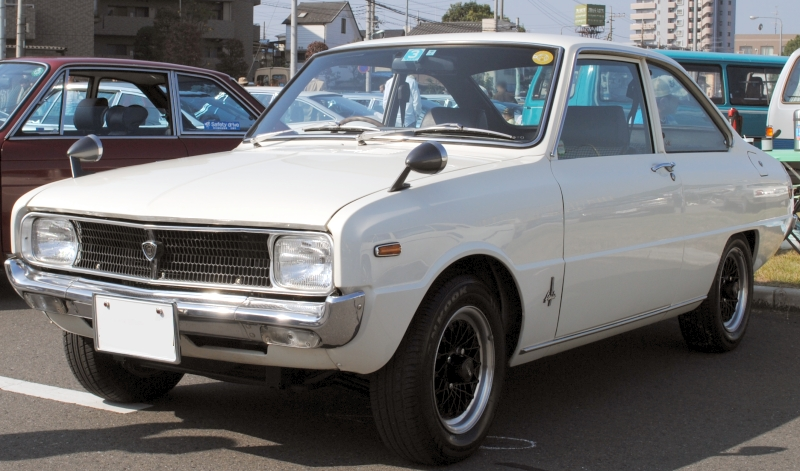
Deuxième Familia en 1967, ici en Coupé.

À partir de 1967, la deuxième génération de Familia, appelée Familia Presto, est proposée en autant de variantes que la première. Longue cette fois de 3,83 m, elle reçoit le 987 cm3 de 58 ch (135 km/h) ou un 1 169 cm3 développant 68 ch. Plus intéressant, la Familia aura droit en berline et coupé, à ses variantes « Rotary » alors équipées d'un moteur à pistons rotatifs. Ce birotor de deux fois 491 cm3 développe 100 ch assurant une vitesse de pointe de 175 km/h pour un poids qui reste contenu à 825 kg en berline et 805 kg en coupé. La Familia Presto poursuivra sa carrière aux côtés de sa grande sœur la grand Familia.

### Grand Familia

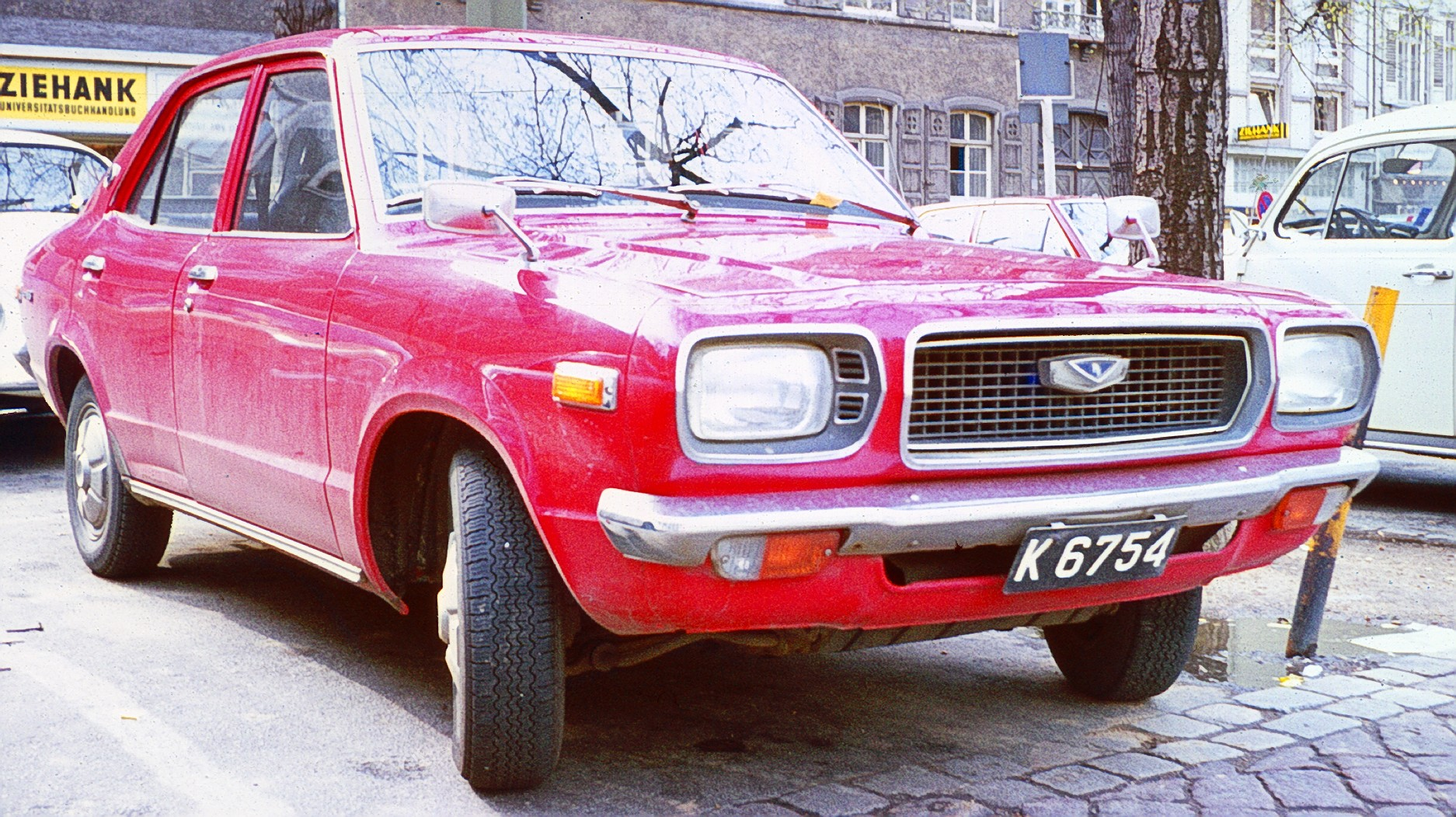
Troisième Familia en 1971, ici en berline.

La troisième Familia lancée en septembre 1971 s'appelle en fait Grand Familia au Japon, pour la distinguer de la précédente Familia qui poursuit sa carrière en parallèle. À l'exportation, la Grand Familia s'appelle Mazda 808 et devient Mazda 818 en Europe où le « 0 » au milieu est réservé à Peugeot. Cette Grand Familia est en réalité un peu en dehors de la « saga » Familia puisqu'à l'époque, il s'agit plutôt d'un modèle intermédiaire entre la Familia Presto et la plus grande Capella (qui deviendra la 626). Longue de 3,97 à 4,07 m, la grand Familia à quatre portes ou break (mais plus en pick-up) reçoit un 1 272 cm3 de 87 ch SAE, un 1 490 cm3 de 92 ch ou un 1 586 cm3 « dépollué » de 90 ch.
Le moteur à pistons rotatifs est reconduit sur une version d'aspect plus agressif (mais dont les carrosseries quatre portes et Coupé sont semblables à celles de la Grand Familia) et qui prend alors le nom de Savanna au Japon ou RX-3 à l'exportation.

## Première génération, 323 FA (1977 – 1980)

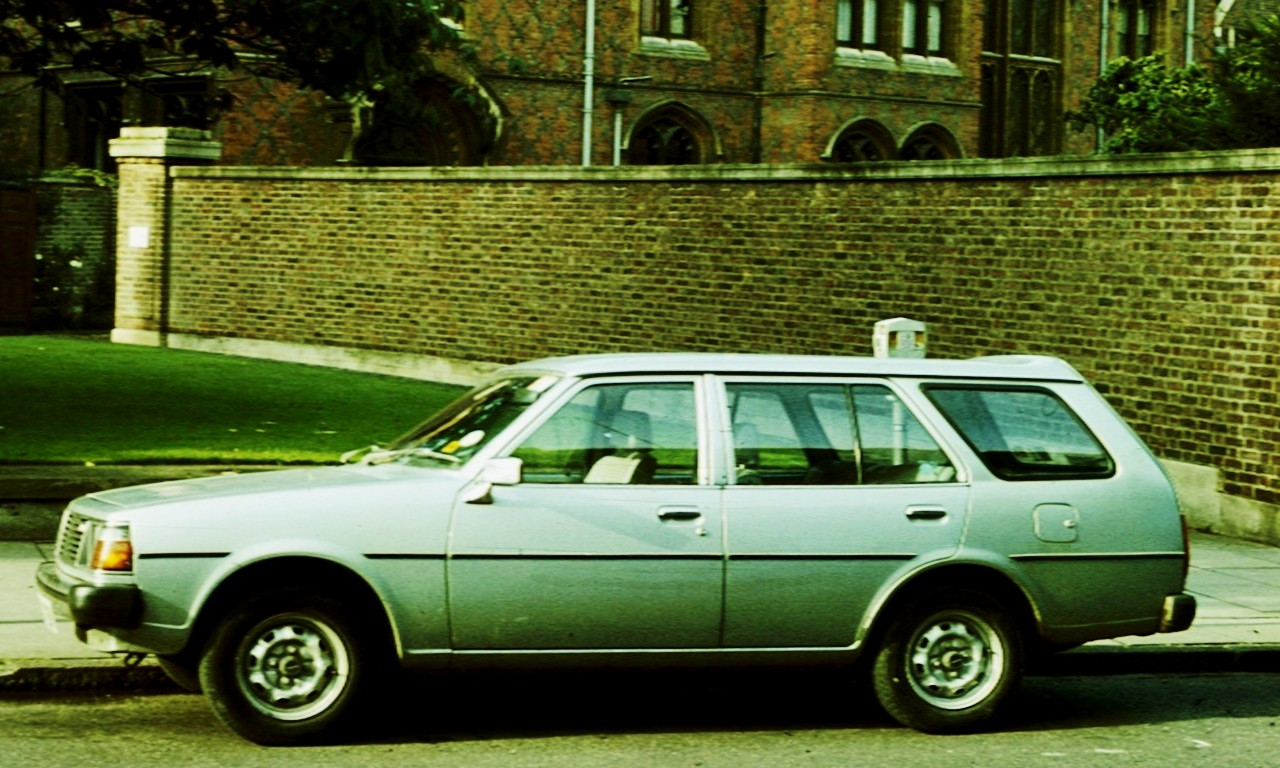
Le break restera en vente jusqu'en 1985.

En 1977, après trois générations de Familia, la compacte de Mazda adopte, et pour longtemps, l'appellation 323 à l'exportation. Cette première 323 est donc la quatrième Familia.
Cette compacte de ligne plutôt moderne pour l'époque et qui affiche une silhouette deux volumes, avec hayon, conserve une architecture classique, alors en train de disparaître en Europe dans cette catégorie : il s'agit encore d'une propulsion.
En plus des carrosseries trois portes et cinq portes, le Japon aura droit à un break cinq portes. À l'exportation, le moteur le plus puissant est un 1,4 litre de 69 ch. Au Japon, ce même quatre cylindres affiche jusqu'à 82 ch en berline et 85 ch en break.
Sortie en janvier 1977 et légèrement restylée en 1979, cette 323 sera remplacée dès 1980 en berline.
Le break poursuivra sa carrière jusqu'en 1985, agrémenté d'un simple restylage à l'arrivée de la nouvelle 323 fin 1980.

### Motorisations
- 985 cm3 PC (en), SOHC, Carburateur, 45 ch (33 kW).
- 1 272 cm3 TC (en), SOHC, Carburateur, 60 ch (44 kW).
- 1 415 cm3 UC (en), SOHC, Carburateur, 69 ch (51 kW).

## Deuxième génération, 323 BD (1980 – 1985)

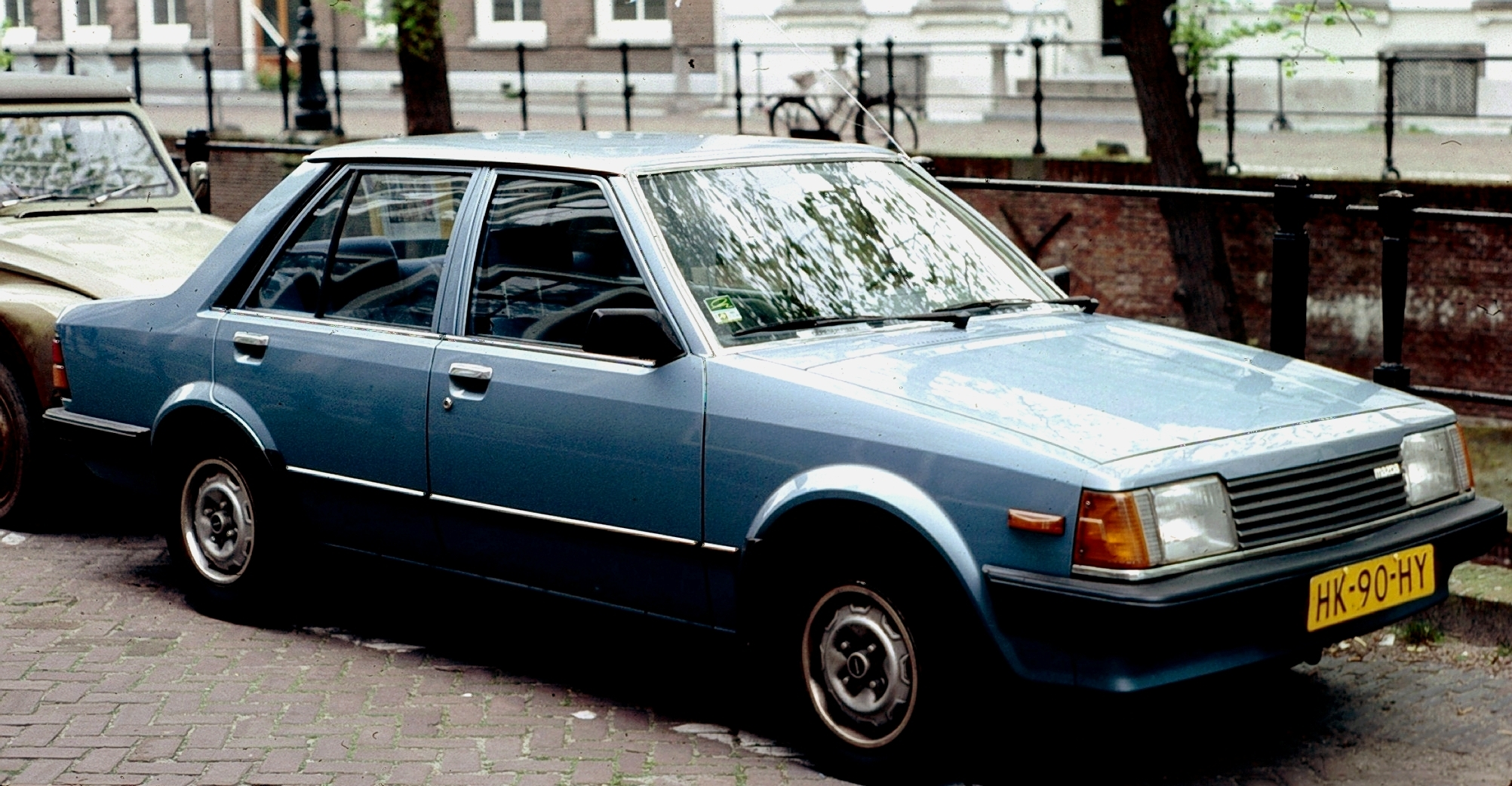
La 323 berline quatre portes.

La 323 de 1980, appelée 323 FF à sa sortie, est la première traction réalisée par Mazda. Étudiée en collaboration avec Ford, cette nouvelle compacte affiche un style plus moderne que sa devancière. Si le break n'est pas reconduit, la 323 se décline quand même en de nombreuses variantes : deux volumes trois portes, deux volumes cinq portes (avec six vitres latérales pour la Familia japonaise mais seulement quatre pour la 323 à l'exportation) et berline tricorps à quatre portes. Cette dernière, appelée GLC aux États-Unis, reprend l'empattement des trois et cinq portes mais en allonge le porte-à-faux arrière.
Le break ne sera pas renouvelé et poursuivra sa carrière sous l'ancienne carrosserie et avec l'ancienne plate-forme à propulsion.
La gamme de moteurs s'articule autour de quatre cylindres essence 1,3 litre et 1,5 litre communs à tous les marchés mais avec des puissances pouvant varier. La 323 « export » est aussi disponible avec un petit 1,1 litre tandis qu'au Japon, la Familia propose, à partir de 1983, une version turbo de son 1,5 litre, affichant alors 115 ch (victorieuse de la Coupe des Dames 1984 du Rallye Monte-Carlo avec Minna Sillankorva).
Durant toute sa carrière, la 323 de deuxième génération sera le modèle japonais le plus diffusé en France : en 1981 et 1982 (avec respectivement 9 078 et 11 282 ventes) devant la Datsun Cherry, en 1983 (9 146 ventes) devant la Toyota Tercel et en 1984 et 1985 (8 033 et 6 848 immatriculations) devant la Toyota Corolla.

## Troisième génération, 323 BF (1985 – 1989)

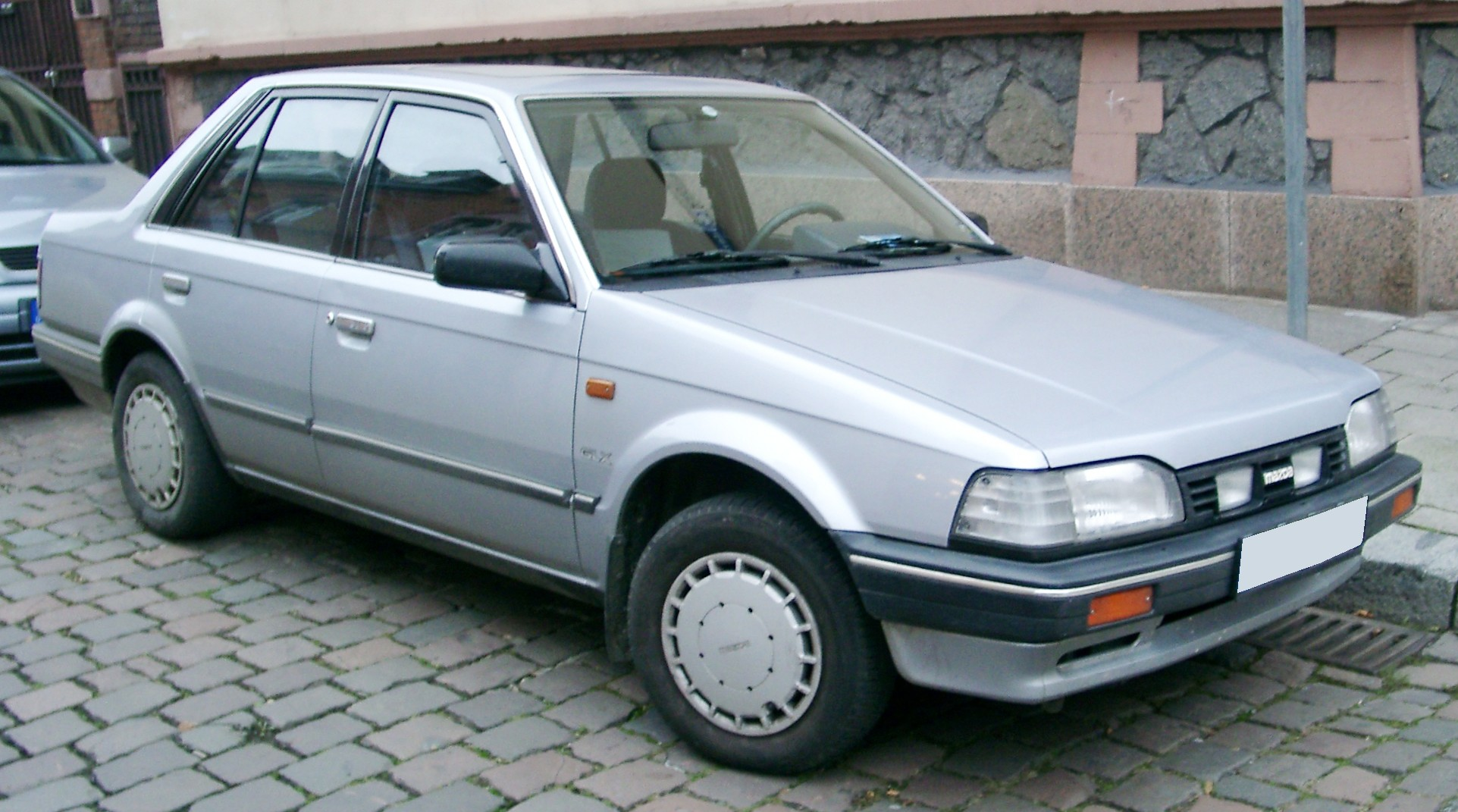
La 323 berline 4 portes.

La troisième génération de 323 est dévoilée en janvier 1985. Elle se décline en deux volumes trois et cinq portes ainsi qu'en trois volumes quatre portes. Certains marchés auront droit au break (lancé fin 1985), qui succède au break 323 de première génération et au Japon sera également commercialisée, à partir de février 1986, une Familia cabriolet. La 323 s'équipe pour la première d'un diesel, pour l'heure dépourvu de turbo.
Réalisée en collaboration avec Ford, cette 323 prend le nom, selon les versions, de Ford Laser ou Fort Metero sur le marché australien. Mais elle conserve son appellation historique Familia au Japon, où il s'agit alors de la sixième génération.
À l'automne 1986, la 323 se décline en une version à transmission intégrale (4WD), et ses quatre roues motrices désormais s'associent au 1,6 litre turbo seize soupapes de 143 ch jusque-là seulement réservé au Japon en version traction : cette version sert de base à une évolution destinée à courir en Groupe A dans le championnat du monde des rallyes à partir de 1986, la Mazda 323 4WD. Elle s'y distinguera durant cinq ans (trois victoires et une troisième place au championnat 1989), avec des pilotes de renom (Salonen, Carlsson et Mikkola notamment).
En 1987, la troisième génération de 323 reçoit un petit restylage. Pour cette « phase 2 », les moteurs sont remis à jour. Le 1,1 litre disparaît tandis que le 1,3 litre est nouveau.

## Quatrième génération, 323 BG (1989 – 1994)

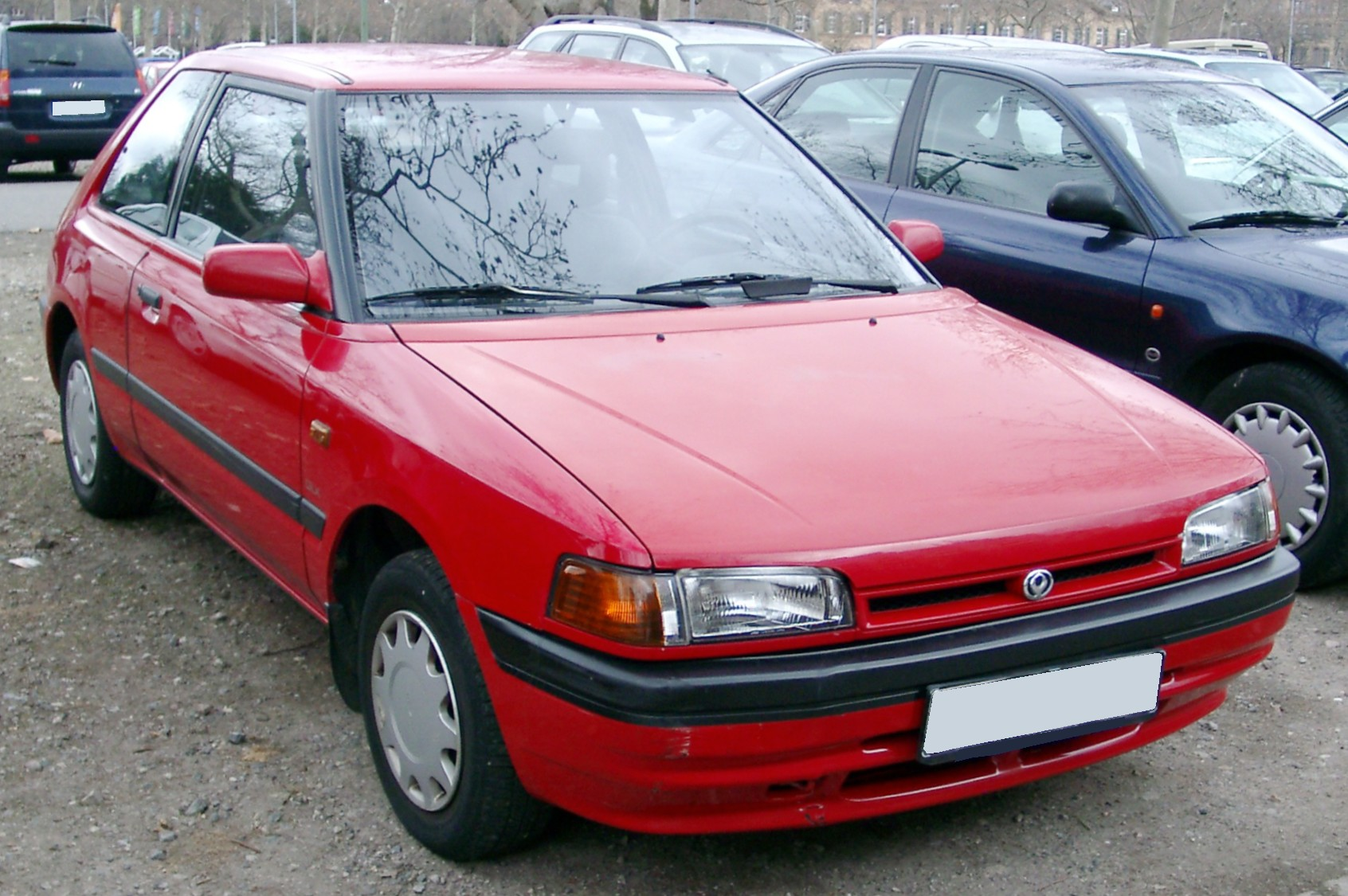
La 323 berline trois portes.

En 1989, la quatrième génération (type « BG ») de 323 arrive sur le marché. Elle conserve son appellation Familia au Japon et adopte le patronyme Protege aux États-Unis.
Les versions deux volumes trois portes et trois volumes quatre portes restent assez traditionnelles d'apparence (sans pour autant partager le moindre élément de carrosserie entre elles !), mais la cinq portes bénéficie d'une carrosserie spécifique beaucoup plus audacieuse avec ses phares avant escamotables. Cette variante à cinq portes quitte le carcan Familia au Japon et s'y appelle Eunos 100.
Le cabriolet, destiné au Japon, n'est pas reconduit alors que le break poursuit sa carrière sous son ancienne apparence, sur la plate-forme de la précédente 323.
Sur cette génération de 323, Mazda développe plus qu'auparavant les versions sportives à quatre roues motrices. Le 1,6 litre turbo est remplacé par un 1,8 litre de 163 ch qui passe ensuite à 185 ch sur la version GT-R. Cette GT-R développera jusqu'à 210 ch sur le marché japonais.
Mazda 323 GTAe BG8Z - production limitée (trois cents unités) Version d'homologation WRC de la GTR.
Version plus légère de 30 kg (66 lb), équipés de boîtes de vitesses à rapports plus rapprochés et d'un spoiler supérieur plus grand avec un espace entre l'écoutille et le spoiler pour diriger l'air vers le nouveau spoiler inférieur. Le système d'ABS, la climatisation, les rétroviseurs électriques, les vitres électriques, les serrures électriques et le toit ouvrant a été retiré et l'intérieur en tissu plus léger de la GTX a été utilisé.

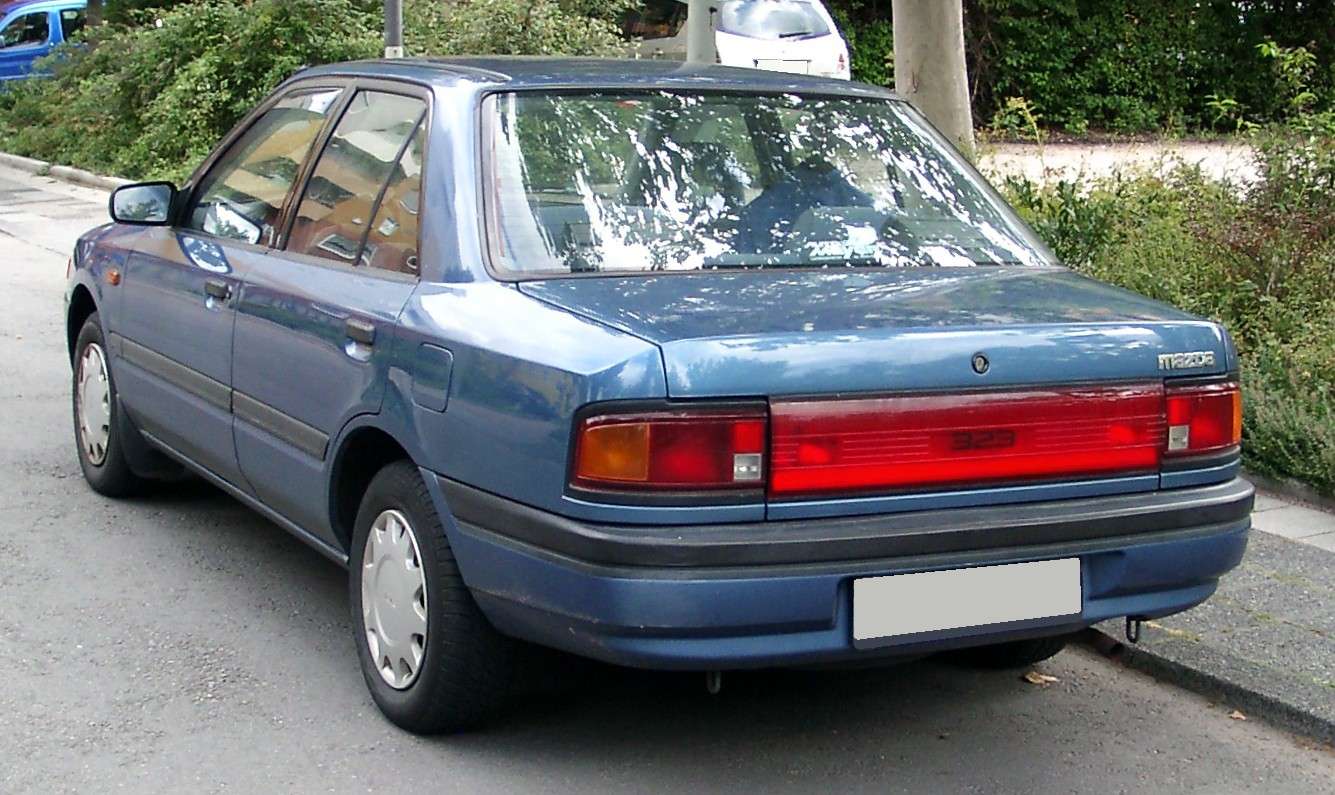
Apparence plus classique pour la 323 à quatre portes.

## Cinquième génération, 323 BA (1994 – 1998)
Lancée en 1994, la cinquième génération de 323 comporte trois variantes : une trois portes appelée 323C ou 323 Sportiva, une quatre portes (trois volumes) dénommée Familia (Sedan au Japon), et la cinq portes appelée 323F ou 323 Astina. Elles ont été dessinées par le centre de design Mazda allemand. Le designer en chef qui travailla sur la 323, dessina entre autres les Porsche 928, 924 et 944.

### Motorisations
- 1995 - 1999 ; 1 324 cm3 B3 (en), SOHC, 73 ch (55 kW), 104 N m.
- 1994 - 1998 ; 1 489 cm3 Z5 (en), FI, 16 soupapes DOHC, 90 ch (66 kW), 132 N m.
- 1994 - 1998 ; 1 840 cm3 B8 (en), seize soupapes DOHC, 114 ch (85 kW) /(156 N m)
- 1994 - 1998 ; 1 995 cm3 KF (en) V6, FI, 24 soupapes DOHC, 144 ch (107 kW), 179 N m.
- 1994 - 1998 ; 1 686 cm3 diesel, huit soupapes SOHC, 82 ch (60 kW).
- 1995 - 1999 ; 2 000 cm3 RF (en), diesel, huit soupapes, 71 hp (53 kW), 127 N m.

Les versions essence suralimentées ont déserté le catalogue, et les quatre roues motrices ne sont plus proposées en Europe. Celles-ci restent proposées au Japon, mais sur des versions plutôt sages, dotées d'un 1,6 litre essence de 88 ou 115 ch.
La gamme de moteur est remise à jour et le diesel atmosphérique est remplacé par un turbo diesel. Le moteur 1,5 litre, le Z5-DE (en) est un moteur non-interférentiel, c'est-à-dire que les soupapes n'iront pas toucher les pistons en cas de casse de la courroie de distribution.

### Familia
La 323 Familia est une berline quatre portes (ou Sedan), appelée Protegé en Amérique du Nord, 323-Protegé en Australie.

### Sportiva/323C
La Sportiva, est un coupé trois portes. Elle est aussi appelée Sporty lors de sa sortie en 1994, et se nomme Familia Neo au Japon. Elle a été vendue sous l'appellation 323C (pour 323 Coupé) en Europe et 323 Neo au Canada. Ford a vendu une version rebadgée et restylée de la 323C pour le marché japonais et australien, la Ford Laser Lynx. L'une des spécificités de la Sportiva est son hayon arrière, comprenant deux parties vitrées séparées, comme sur la Honda CRX. Esthétiquement, la 323 Sportiva est très proche de la 323F/Lantis.

### 323P
La 323P a remplacé la Sportiva, peu appréciée des Japonais. La face avant se démarque de la 323C et de la 323F, elle reprend les éléments de la 323 Familia.

### 323F/Astina/Lantis
La 323F/Astina ou Lantis profite d'une silhouette dynamique et spécifique, un peu dans le style d'un coupé qui aurait cinq portes. Elle est motorisée par un 1,5 litre DOHC 16V (88 ch), et un 1,8 litre DOHC 16V (112 ch). La version dotée du V6 de deux litres DOHC 24V garde le nom de 323F/Astina en Europe. La version japonaise, appelée Lantis (en), est motorisée par un V6 de 170 ch.

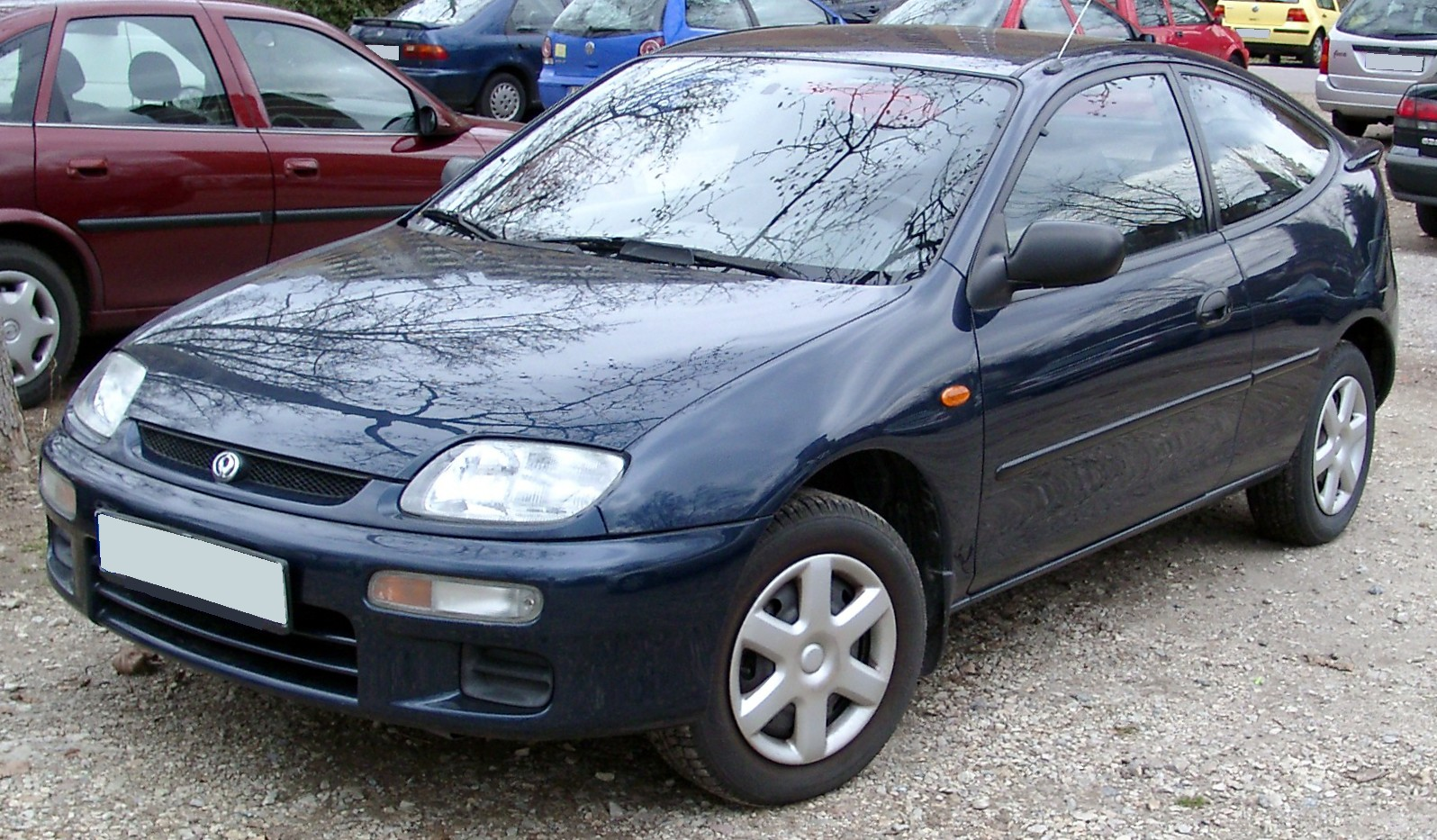
Mazda 323 Sportiva / 323C (1994–1998)
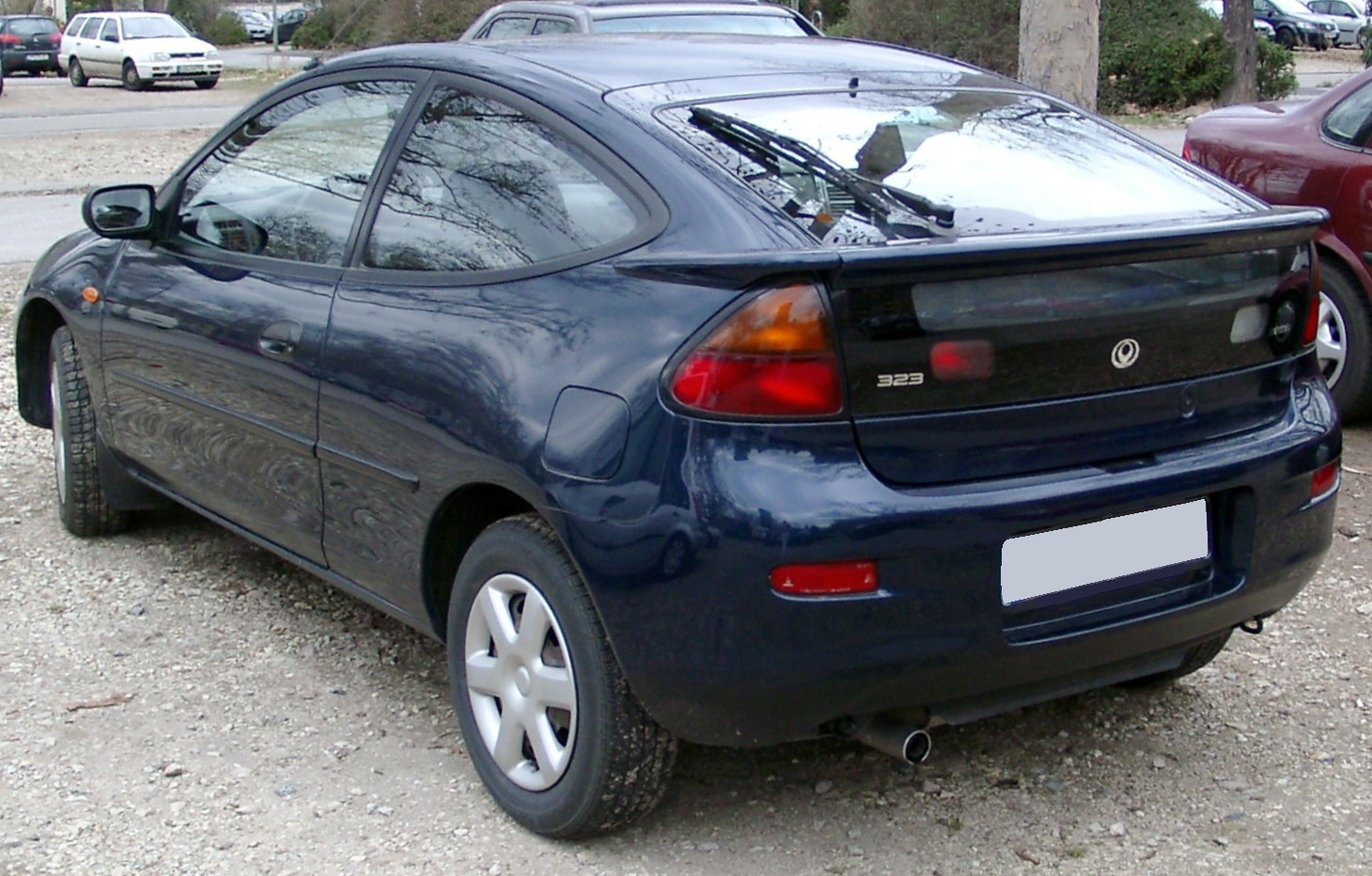
Vue arrière de la Mazda 323 Sportiva / 323C
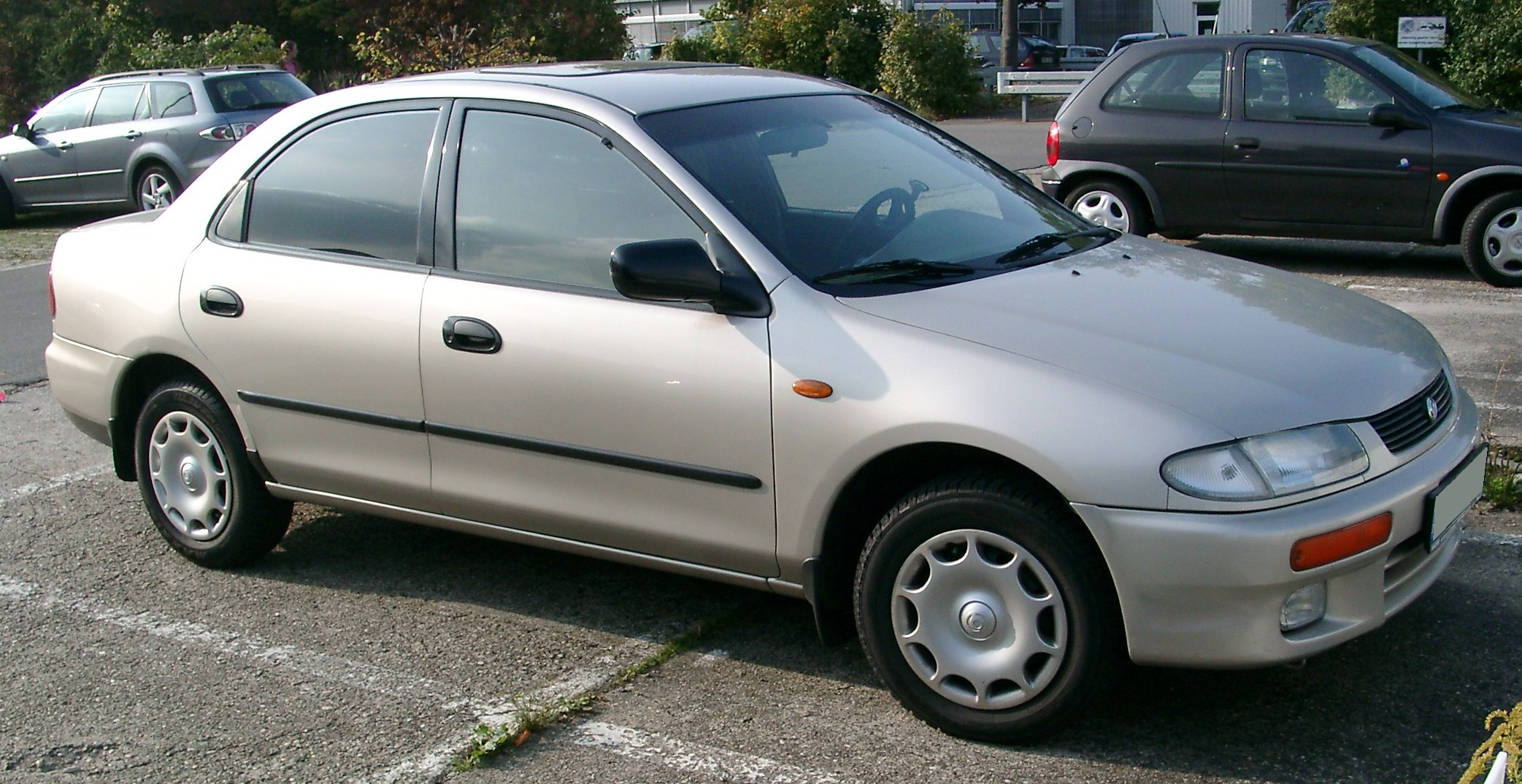
Mazda 323 Familia (1994–1998)
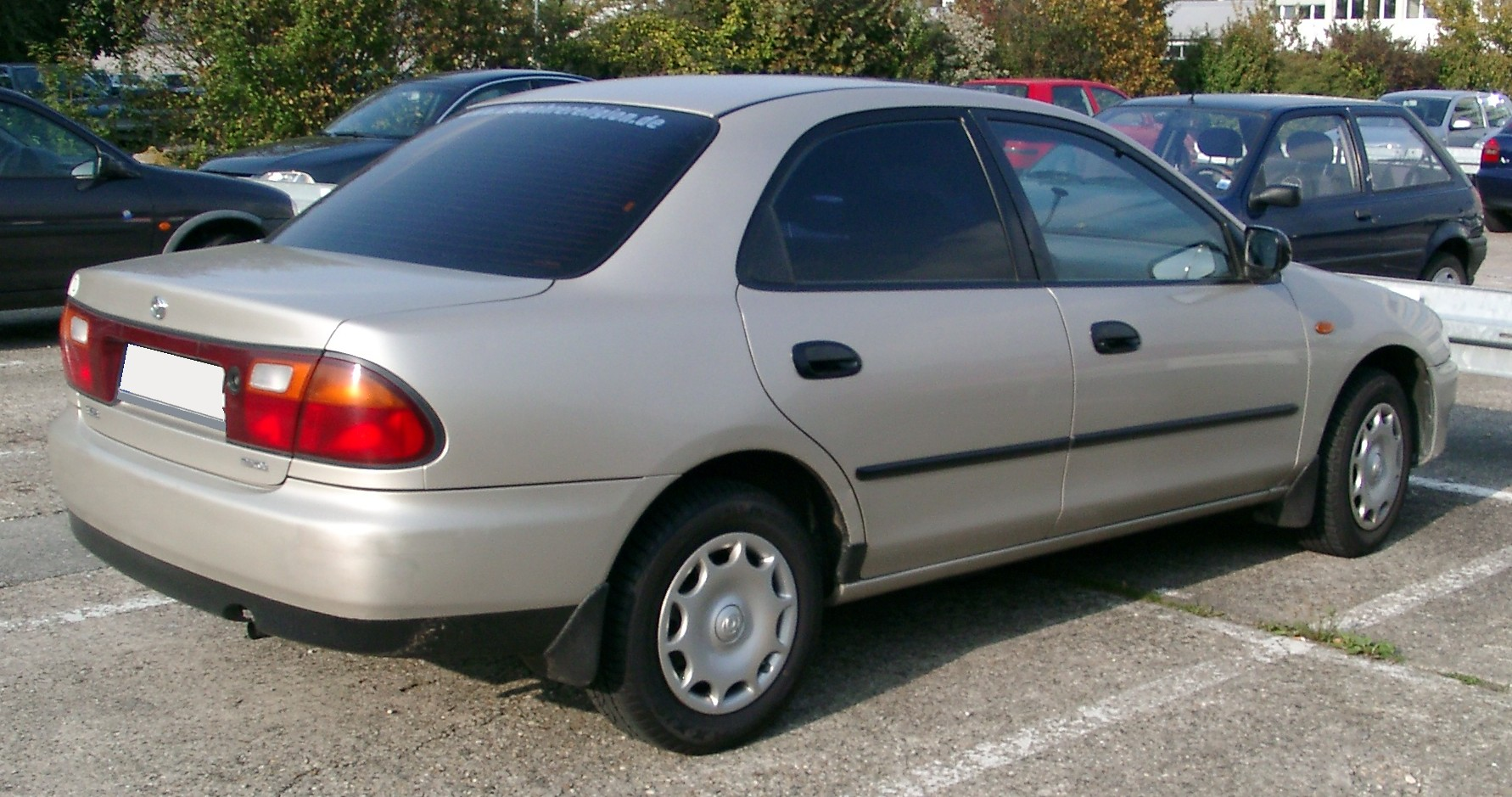
Vue arrière de la Mazda 323 Familia
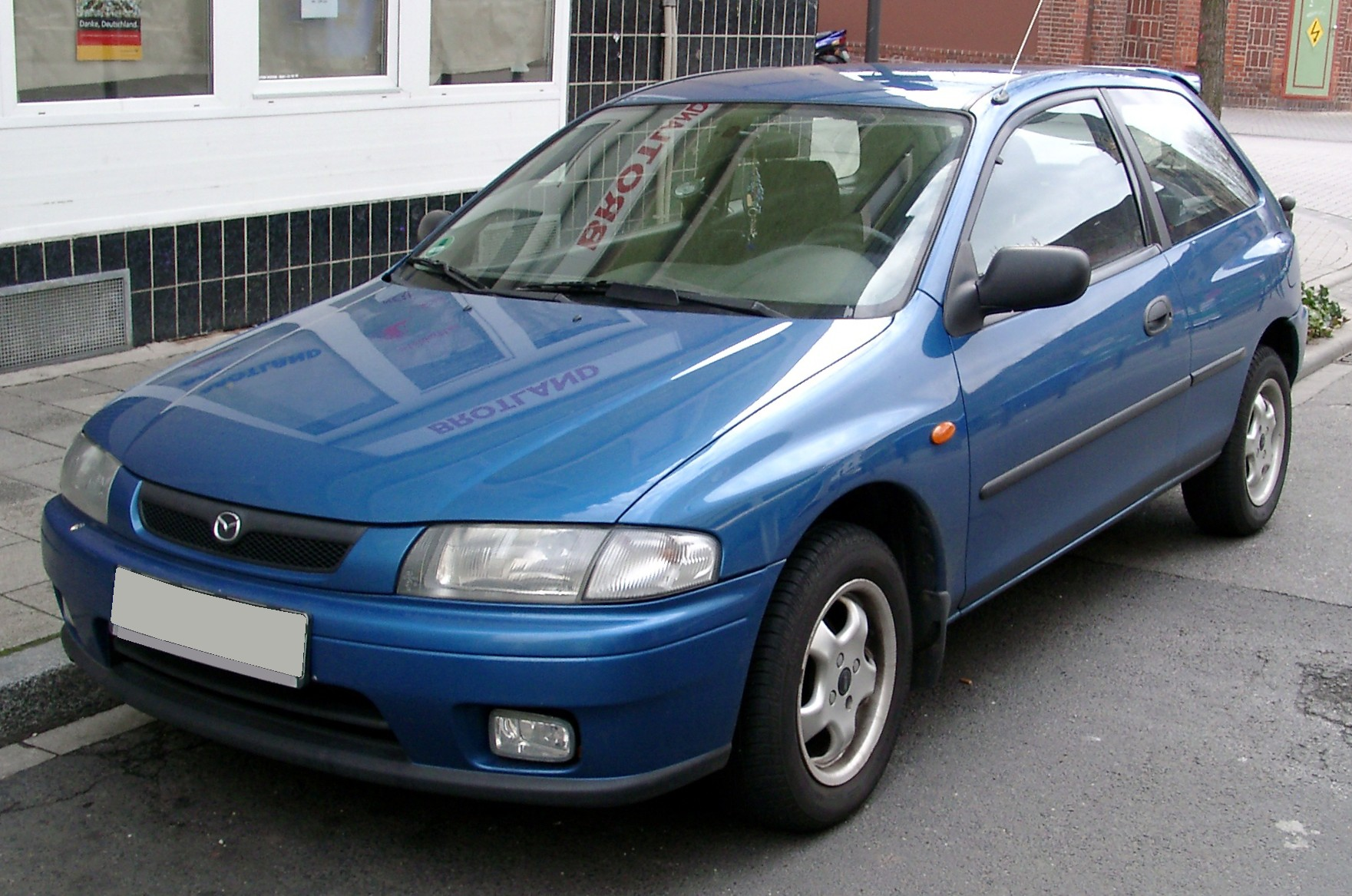
Mazda 323P (1997–2000)
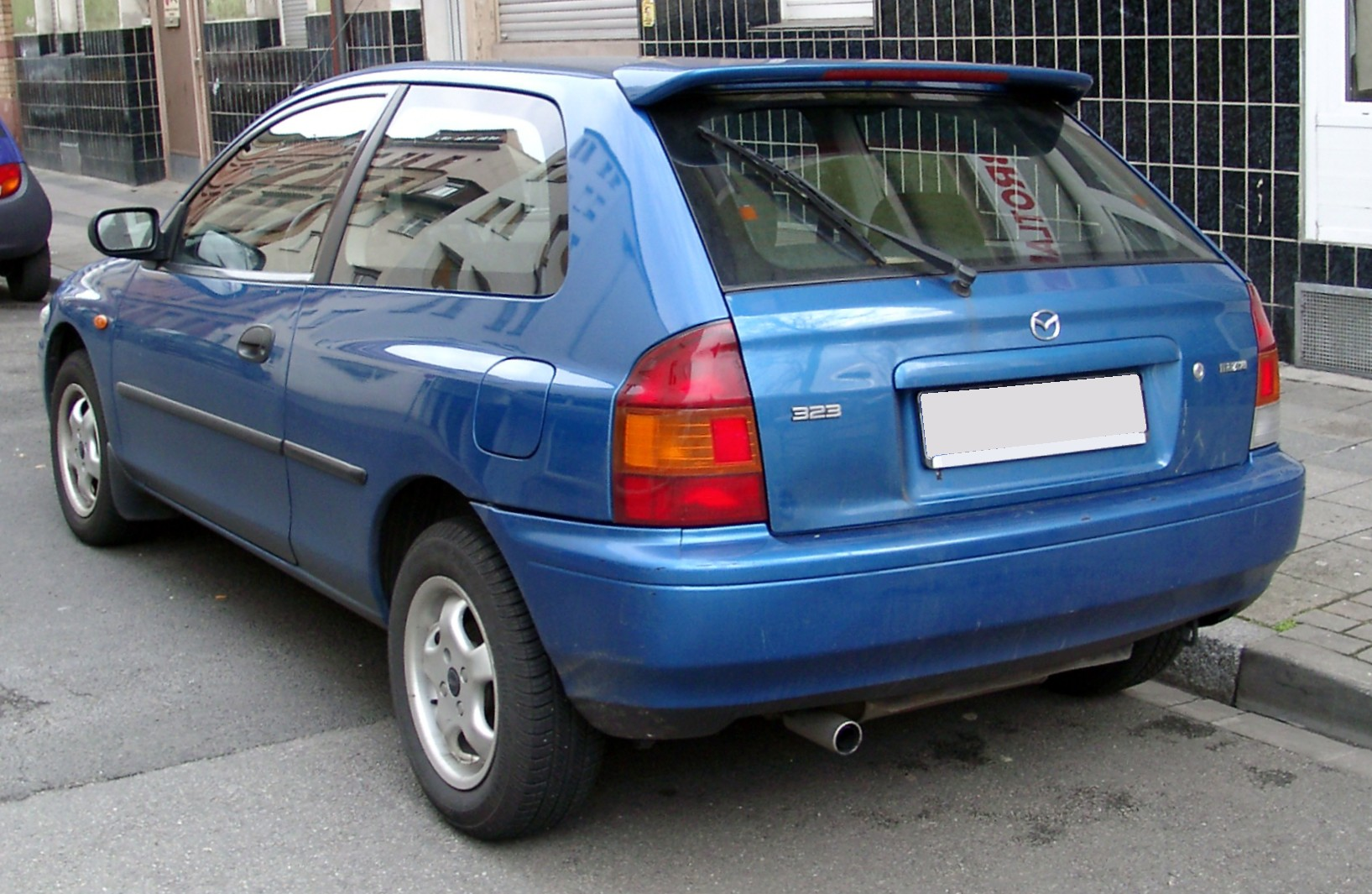
Vue arrière de la Mazda 323P
Mazda 323C et Mazda 323F (1995–1998)

## Sixième génération, 323 BJ (1998 – 2003)
Fin 1998 apparaît la dernière génération de 323. Elle devient plus sage non seulement par son style mais aussi ses motorisations : après la disparition des turbo essence sur la précédente génération, c'est l'éphémère V6 qui est supprimé.
La dernière 323 se décline en berline cinq portes avec hayon ou quatre portes en trois volumes. La variante trois portes n'est pas renouvelée et termine sa carrière en parallèle avec la précédente carrosserie.
À l'automne 2003, l'ère de la Mazda 323 se termine après 26 ans d'existence, passant le relais à la Mazda 3.
Cette dernière génération de 323 restera toutefois produite en Chine sous le label Haima, le partenaire local de Mazda.